# Robert Simson
Robert Simson (14 de octubre de 1687 - 1 de octubre de 1768) fue un geómetra escocés, profesor de matemáticas en la Universidad de Glasgow. La línea pedial de un triángulo es a veces denominada "línea de Simson" en su honor.

## Semblanza
Primogénito de John Simson de Kirktonhall, West Kilbride en Ayrshire, Robert Simson estaba destinado a incorporarse a la Iglesia, pero su mente estaba orientada hacia las matemáticas. Se educó en la Universidad de Glasgow, donde obtuvo su maestría.
Cuando se le abrió la posibilidad de optar a la cátedra de matemáticas en la Universidad de Glasgow, Simson se trasladó a Londres durante un año para ampliar sus estudios. Regresó a Glasgow, y en 1711 accedió al cargo de profesor de matemáticas de la universidad, puesto que mantuvo hasta 1761.

## Trabajos

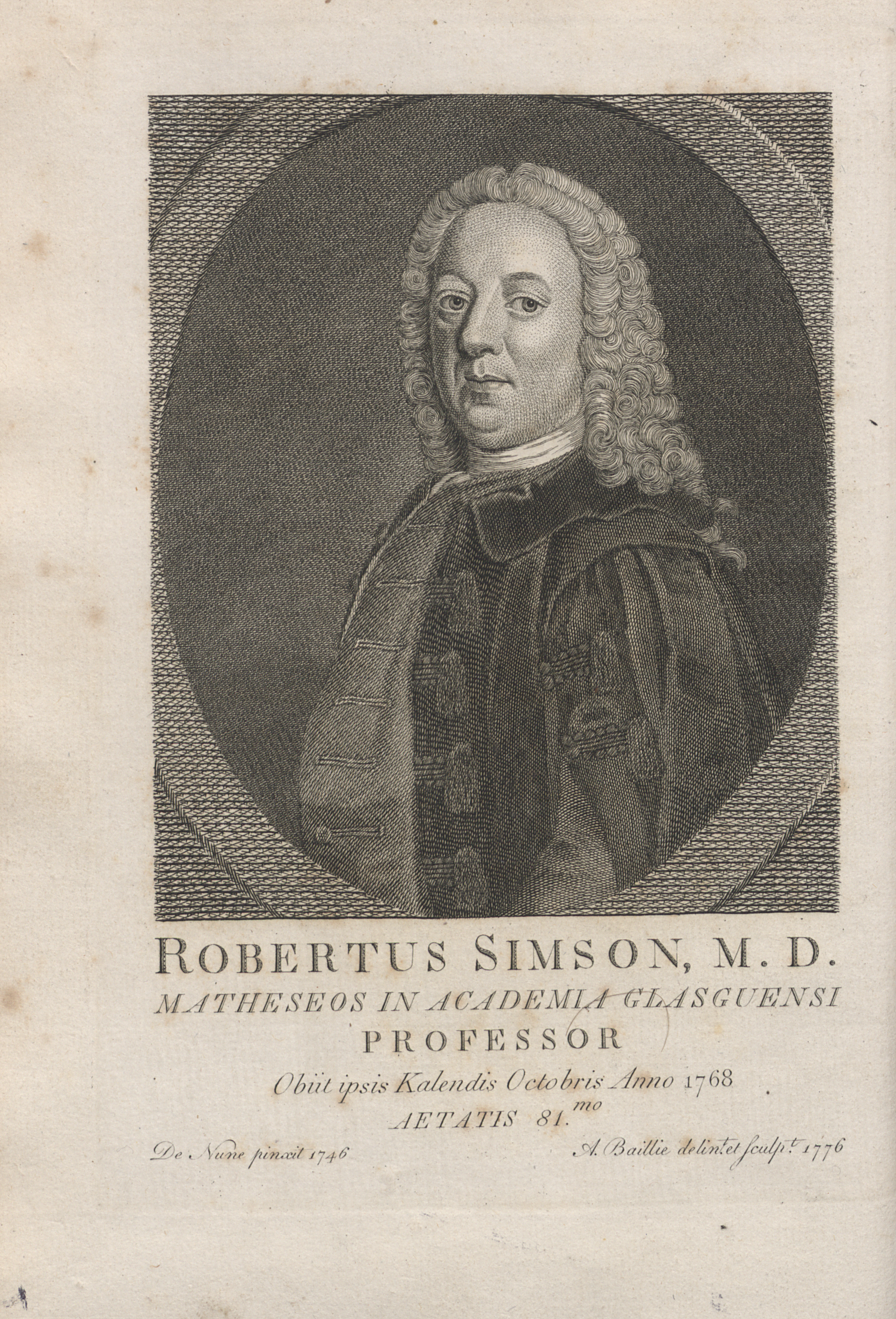
Opera quaedam reliqua, 1776

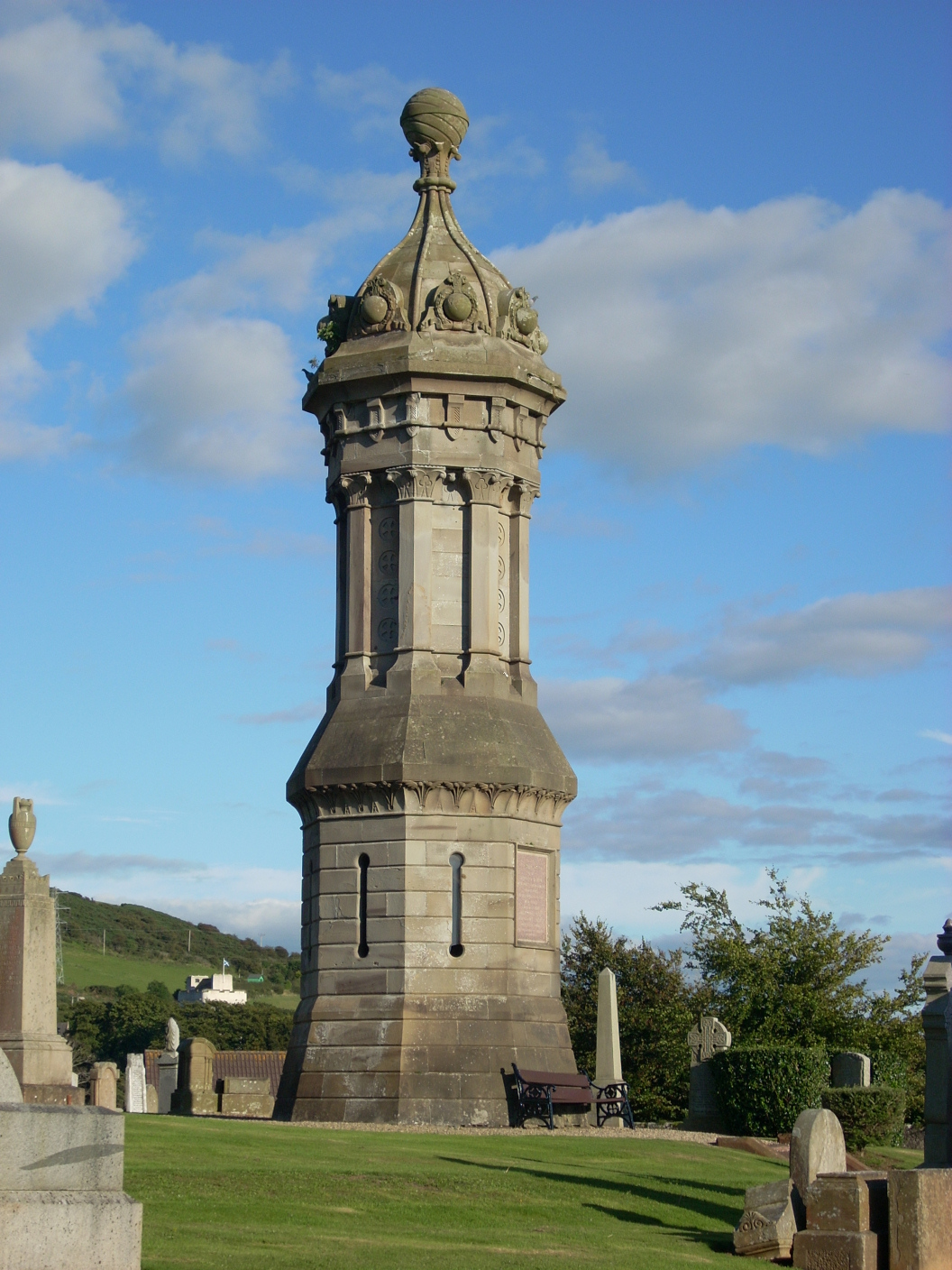
Monumento memorial dedicado a Robert Simson en el cementerio de West Kilbride. En una placa se puede leer: "Al Dr. Robert Simson de la Universidad de Glasgow, el Restaurador de la Geometría Griega ; y por sus trabajos, el gran promotor de su estudio en las Escuelas. Nativo de esta Parroquia."

Las contribuciones de Simson al conocimiento matemático tomaron la forma de comentarios y ediciones críticas sobre los trabajos de los geómetras antiguos. El primero de sus escritos publicados fue un artículo sobre los "Porismos" de Euclides, incluido en las Transacciones Filosóficas (1723, vol. xl. p. 330).
Fue seguido por la obra titulada Sectionum conicarum libri V. (Edimburgo, 1735), cuya segunda edición con adiciones apareció en 1750. Los primeros tres libros de este tratado se tradujeron del latín al inglés, reeditándose varias veces como Los Elementos de las Secciones Cónicas. En 1749 se publicó Apollonii Pergaei locorum planorum libri II., una recreación del tratado perdido de Apolonio, basándose en los lemas contenidos en el séptimo libro de la Colección Matemática de Pappus.
En 1756 publicó la primera edición en latín y en inglés de los Elementos de Euclides. Este trabajo (que solo contenía los seis primeros libros, el undécimo y el duodécimo), pasó a ser durante mucho tiempo la referencia del texto de Euclides en Inglaterra.
Tras la muerte de Simson, sus principales trabajos fueron publicados en 1776 por Earl Stanhope, incluidos en un volumen recopilatorio titulado Roberti Simson opera quaedam reliqua.  El volumen contiene también disertaciones sobre Logaritmos y sobre los Límites de Cantidades y Proporciones, así como unos cuantos problemas ilustrando el análisis geométrico antiguo.

## Lecturas relacionadas
- William Trail (1812) Life and Writings of Robert Simson en Google Libros
- Charles Hutton (1815) Mathematical and Philosophical Dictionary, volume II, p. 395-398 (online copy, p. 395, en Google Libros)